# Бад Готлойба-Бергисхюбел
Бад Готлойба-Бергисхюбел (на немски: Bad Gottleuba-Berggießhübel) е град в Германия, разположен в окръг Саксонска Швейцария - Източен Ерцгебирге, провинция Саксония. Към 31 декември 2011 година населението на града е 5761 души.